# 莫斯特罗县
莫斯特罗縣（葡萄牙語：Mosteiros）是西非島國佛得角的22個縣之一，位於背風群島的福古岛，首府設於莫斯特罗，面積82平方公里，主要經濟活動有農業、旅遊業和商業，2010年人口17,449。